# Río Ouha
El río Ouha es un río de Nueva Caledonia. Tiene un área de influencia de 84 kilómetros cuadrados.